# Вјекослав Афрић
Вјекослав Вјеко Афрић (Хвар, 26. август 1906 — Сплит, 28. јул 1980) био је драмски и филмски глумац, редитељ, сценариста, драмски писац, учесник Народноослободилачке борбе и друштвено-политички радник СФР Југославије.

## Биографија
Рођен је 26. августа 1906. године на Хвару. Основну школу завршио је на Хвару, а гимназију у Сплиту (1916—1924). Године 1924, уписао се на Државну глумачку школу у Загребу и за школовања играо мање улоге у позоришту „Драма“.
Након завршетка школовања 1927, краће је време боравио у Прагу и Бечу, а у сезони 1927/1928. био је члан ансамбла Народног позоришта за Далмацију у Сплиту. Године 1928, постао је члан Позоришта Удружења глумаца с којим је путовао по Србији. Године 1928/1929. био је ангажован у Сарајеву и ту остао две сезоне. Затим је деловао у Бањој Луци (1929/'30) и Београду (1930/'31). Године 1931, вратио се у Загреб и у „Драми“ остао десет година. Био је један од оснивача, редитељ и глумац Драмског студија (1932—1934).
Почетком 1942. године, отишао је с првом скупином загребачких позоришних уметника на ослобођену територију, организовао партизанске позорнице, глумио и режирао у Казалишту народног ослобођења Југославије од 1942. до 1944. године. Успео је да из рата изнесе сачуван препис Горанове поеме Јама.
Након ослобођења 1945. године, Афрић је био један од зачетника кинематографије у ФНРЈ у републикама где је није никад било и један од пионира нове, социјалистичке кинематографије. Првобитно се окушао као глумац у совјетско–југословенској копродукцији у филму В горах Југославији (У планинама Југославије), 1946.
Према сопственом сценарију режирао је први послератни дугометражни играни филм у ФНРЈ, антологијску Славицу (1947) причу о пожртвованости и погибији младе партизанке (Ирена Колесар). Ондашња публика је добро примила тај филм. Након тога снимио је филм Барба Жване (1949) о храбром истарском старцу-родољубу, који помаже партизанима. Његов трећи филм Хоја! Леро! из 1952, причу из далеке словенске прошлости, критика није добро оценила, те је након тога Афрић напустио рад на филму.
Након тога посветио се педагошком раду, био је један од оснивача Високе филмске школе у Београду, чији је био директор до 1950. године. Затим је постао редовни професор Академије за позоришну уметност у Београду и ректор Универзитета уметности у Београду до пензионисања 1970. године. Био је и председник Синдиката културно-уметничких установа.
До смрти је живио у месташцу Трибуњ код Шибеника сликајући и пишући мемоаре о Казалишту народног ослобођења Југославије. Добитник је Награде АВНОЈ-а 1973. године.
Умро је 28. јула 1980. године у Сплиту, а сахрањен је у Алеји заслужних грађана на Новом гробљу у Београду.
Носилац је Партизанске споменице 1941. и других југословенских одликовања, међу којима су — Ордена рада са црвеном заставом, Орден заслуга за народ другог реда и Орден братства и јединства другог реда.

## Каријера
Током своје каријере, Афрић је играо у класичним и реалистичким делима. У Сарајеву је тумачио улоге Орсина (Шекспир, Сан Ивањске ноћи), Мишкина (Достојевски, Идиот), Васје (Катајев, Квадратура круга), Војића (Палавестра, Савести на длану). У загребачкој „Драми“ остварио је више главних улога: Хамлет (Шекспир, Хамлет), Оберон (Шекспир, Сан Ивањске ноћи), Клеон (Молије, Умишљени болесник), Кристијан (Ростанд, Сирано де Бержерак), Октавијан (Шекспир, Јулије Цезар), Фауст (Гете, Фауст), Шчука (Цанкар, За добро народа), Раскољников (Достојевски, Злочин и казна), Едгар (Шекспир, Краљ Лир), Нехљудов (Толстој, Ускрснуће), Мишкин (Дотојевски, Идиот), Хенрик IV (Пирандело, Хенрик IV), Британик (Расин, Британик), Миљенко (Гундулић, Дубравка), Карло Мур (Шилер, Разбојници), Орест (Гете, Ифигенија на Тауриди) и остало.
За драмски студио режирао је Слободну љубав П. С. Романова (1933) и Господу Головљове М. Ј. Салтикова Шчедрина (1934), а у ХНК режирао је Срну М. Фелдмана (1936). Године 1944, режирао је прву представу у ослобођеном Београду, Најезда А. Леонова, потом Мати К. Чапека (945) и Силе Д. Ћосића и Ј. Димића (1945).
Режирао је и први поратни филм Славица (1947), затим Барба Жване (1948), Хоја! Леро! (1951) за које је написао и сценарије. Важније улоге играо је у филмовима У планинама Југославије, Мајор Баук, Операција Тицијан, Убица на одсуству и остало.
У ХНК у Загребу изведена је 1962. његова драма Ноћни интервали, која је и објављена у Загребу 1970. године. Мемоарско-есејистичке записе штампао је у издањима Филм данас (1957), Ослобођење (1959), Данас (1961), Позоришни живот (1961), Глас Славоније (1962), Домети (1973), Дозиви Горана (1973), Књижевна критика (1974) и остало.

## Филмографија

### Режија
- Славица (1946) целовечерњи играни филм
- Барба Жване (1949) целовечерњи играни филм
- Хоја! Леро! (1952) целовечерњи играни филм

### Сценарио
- Барба Жване (1949) целовечерњи играни филм

### Глума
- У планинама Југославије (1946), Мосфилм, у улози генерала Драже Михаиловића
- Живјеће овај народ (1947), у улози Јосипа Броза Тита
- Мајор Баук (1951), у улози Н. Поповића
- Операција Тицијан (1963), у улози Уга Боначића
- Дани (1963)
- Убица на одсуству (1965), у улози Б. Бошковића